# Saint-Martin-d’Auxigny
Saint-Martin-d’Auxigny ist eine französische Gemeinde mit 2525 Einwohnern (Stand: 1. Januar 2022) im Département Cher in der Region Centre-Val de Loire. Sie gehört zum  Arrondissement Bourges.

## Geographie
Saint-Martin-d’Auxigny liegt etwa 13 Kilometer nördlich von Bourges in der Sologne. Umgeben wird Saint-Martin-d’Auxigny von den Nachbargemeinden Méry-ès-Bois im Norden und Nordwesten, Saint-Palais im Norden, Quantilly im Nordosten, Saint-Georges-sur-Moulon im Südosten, Vasselay im Süden, Saint-Éloy-de-Gy im Südwesten sowie Allogny im Westen.

## Bevölkerungsentwicklung
| Jahr      | 1962 | 1968 | 1975 | 1982 | 1990 | 1999 | 2006 | 2017 |
| Einwohner | 1625 | 1659 | 1635 | 1705 | 1909 | 2018 | 2076 | 2397 |

## Sehenswürdigkeiten
- Kirche Saint-Martin aus dem 19. Jahrhundert
- Priorei von Bléron aus dem 13. Jahrhundert
- Ruine der Schlosskapelle am Étang de la Salle-le-Roy aus dem 15. Jahrhundert